# Metod Brezigar
Metod Brezigar (skavtsko ime Mogočni hrast), slovenski uradnik, * 18. februar 1903, Doberdob, † 14. december 1934, Ljubljana.
Znan je kot soustanovitelj slovenskega skavtskega gibanja.

## Življenjepis
Metod se je rodil očetu Jožefu, ki je bil učitelj in materi Alojziji, rojeni Ferfolja. Družina se je leta 1915 preselila v Ljubljano, kjer je Metod obiskoval Klasično gimnazijo. Po končani gimnaziji se je zaposlil v Poštni hranilnici, septembra 1922 pa je z bratrancema in še šestimi sošolci ustanovil prvo skavtsko skupino na Slovenskem. Metod je kmalu postal načelnik (stegovodja) stega skavtov in planink, iz katerega se je kasneje razvil »Zmajev steg«. Nekaj kasneje je postal tajnik skavtske župe, vendar je zaradi bolezni na pljučih že zelo mlad umrl.